# Макіївка (Черкаський район)
Макі́ївка — село в Україні, у Черкаському районі Черкаської області, у складі Ротмістрівської сільської громади. У селі мешкає 1327 людей.

## Населення

### Мова
Розподіл населення за рідною мовою за даними перепису 2001 року:
| Мова       | Кількість | Відсоток |
| ---------- | --------- | -------- |
| українська | 1312      | 98.87%   |
| російська  | 13        | 0.98%    |
| білоруська | 2         | 0.15%    |
| Усього     | 1327      | 100%     |

## Пам'ятки
- Макіївське «Городище» — заповідне урочище місцевого значення.
- Іванькове — заповідне урочище місцевого значення.